# Kirke Eskilstrup
Kirke Eskilstrup er en lille stationsby på Nordvestsjælland med 663 indbyggere  (2024). Kirke Eskilstrup er beliggende i Kirke Eskilstrup Sogn seks kilometer syd for Tølløse, 18 kilometer syd for Holbæk og 20 kilometer nord for Ringsted. Byen tilhører Holbæk Kommune og er beliggende i Region Sjælland.
Kirke Eskilstrup Kirke og Kirke Eskilstrup Station ligger i byen. Stationsbygningen blev tegnet af arkitekt Heinrich Wenck.